# Сергеј Бирјузов
Сергеј Семјонович Бирјузов (рус. Сергей Семёнович Бирюзо́в; Скопин, 21. август 1904 — Београд, 19. октобар 1964) совјетски маршал, Херој Совјетског Савеза и народни херој Југославије.

## Биографија
Рођен је 21. август 1904. године у Скопину, у провинцији Рјазан. Био је члан Комунистичке партије Совјетског Савеза од 1926. године. Са 18 година је ступио у Црвену армију, и у њој је напредовао, поставши командант батаљона пре него што је отишао на Војну академију „Фрунзе“ 1934. године. Дипломирао је 1937, након чега је постао начелник штаба стрељачке дивизије. Године 1939. је постао шеф операција Харковскиог војног округа, што је дужност на којој је био до августа 1939, након чега је постао командант 132. стрељачке дивизије.
Бирјузов је командовао овом јединицом наредне три године, што је реткост међу совјетским генералима, посебно за време Другог светског рата. Совјетски генерали су ретко били на једној командној дужности дуже од неколико месеци. Бирјузовљева јединица је била део Југозападног и Бријанског фронта. Бирјузов је сматран добрим командантом дивизије. Често је лично водио дивизију у битку. Током прве године операције Барбароса (јун 1941), Бирјузов је рањен чак пет пута, од чега два пута прилично озбиљно. Априла 1942. је постављен за начелника штаба 48. армије, која је била део Бријанског фронта. Командовао је овом јединицом до новембра 1942, када је постао начелник штаба Друге гардијске армије. На овој дужности је био до априла 1943. године, помажући у вођењу ове моћне формације током операције Сатурн, када је Друга гардијска помогла у сламању немачке Шесте армије, након што су Немци били опкољени током Стаљинградске битке.
Априла 1943. године, Бирјузов је постављен за начелника штаба Јужног фронта, као вредан помоћник команданту фронта, Фјодору Толбухину. Јужни фронт је 20. октобра 1943. преименован у Четврти украјински фронт. Бирјузов је остао начелник штаба до маја 1944. године, када је премештен у Трећи украјински фронт, заједно са Толбухином. Октобра 1944, Бирјузов је премештен у команду 37. армије, која је била део Трећег украјинског фронта. На овој дужности је био до маја 1946. године. На овим командним дужностима, Бирјузов је помогао у планирању и спровођењу акција за избацивање свих немачких трупа из Украјине, а затим и акција за ослобођење Бугарске и Југославије.
Након ових командних дужности, Бирјузов је постављен за шефа Совјетске војне мисије у Бугарској. На овој дужности је био до 1947. године. Између 1947. и 1955, Бирјузов је био на бројним командним дужностима, али се ни на једној није дуже задржао. У чин маршала Совјетског Савеза унапређен је 11. марта 1955. године.
Између априла 1955. и априла 1962. године, командовао је Стратешким ракетним снагама, а 1963. је постао начелник Генералштаба. Био је члан Централног комитета КПСС-а и депутат Врховног совјета Совјетског Савеза.
Погинуо је 19. октобра 1964. године, када је његов авион, којим је пошао на двадесетогодишњицу ослобођења Београда, ударио у планину Авалу. На месту погибије војној делегацији је подигнут споменик, а једна од улица у центру Београда носи име маршала Бирјузова. Урна са његовим пепелом је сахрањена у Кремаљској некрополи у Москви.

## Одликовања
Маршал Бирјузов одликован је са:
- пет Ордена Лењина
- три Ордена Црвене заставе
- Орденом Суворова прве реда и Орденом Суворова другог реда
- Орденом Кутузова прве класе
- Орденом Богдана Хмељницкога првог реда

Од југословенских одликовања, носилац је:
- Ордена партизанске звезде са златним венцем
- Ордена братства и јединства са златним венцем

За Хероја Совјетског Савеза проглашен је 1. фебруара, 1958, а за народног хероја Југославије октобра 1964. године.